# Deividas Česnauskis
Deividas R. Česnauskis (* 30. Juni 1981 in Kuršėnai, Litauische SSR, Sowjetunion) ist ein ehemaliger litauischer Fußballspieler. Der Mittelfeldspieler ist 63-facher Nationalspieler seines Landes.

## Karriere

### Vereine
Česnauskis begann seine Karriere im Jahr 1997 bei Ekranas Panevėžys und wechselte 2000 mit 19 Jahren in die russische Premjer-Liga zu Dynamo Moskau. Für den Hauptstadtklub kam er bis 2003 in wettbewerbsübergreifend 80 Pflichtspielen zum Einsatz und erzielte dabei sechs Tore. Nach drei Jahren bei Dynamo Moskau wechselte er zur Premjer-Liga-Saison 2004 zum Lokalrivalen Lokomotive Moskau und konnte mit dem Verein am Saisonende die russische Meisterschaft feiern.
Nach der Saison wechselte er zu FBK Kaunas, um umgehend nach Schottland an Heart of Midlothian verliehen zu werden. Er debütierte für die Hearts am 16. Februar 2005 im Scottish FA Cup gegen den FC Kilmarnock und schoss beim 3:1-Erfolg das letzte Tor der Hearts. Sein zweites Tor erzielte er ebenfalls im schottischen Pokal, am 10. April 2005 gegen Celtic Glasgow, die Hearts unterlagen dennoch im Halbfinale. In seiner zweiten Saison gewann er mit dem Team den schottischen Pokalwettbewerb 2005/06 und erzielte dabei das entscheidende 2:1-Siegtor im Viertelfinale gegen Partick Thistle. Im November 2006 verletzte er sich schwer und fiel lange Zeit aus. Er gab erst am 2. Januar 2008 sein Comeback beim Auswärtsspiel gegen Dundee United und wurde drei Tage später bei seiner Rückkehr ins Tynecastle Stadium beim 1:1 gegen den FC Kilmarnock zum „Spieler des Spiels“ gewählt. Am 12. Januar 2008 erzielte er zwei Tore im Scottish FA Cup gegen den FC Motherwell. Sein erstes und einziges Ligaspieltor erzielte er am 5. Mai 2008 beim 2:1-Sieg gegen den FC Falkirk.
Am 26. Februar 2009 gab Česnauskis bekannt, dass er vorhabe, Heart of Midlothian im Sommer zu verlassen, nachdem er zuvor seinen Stammplatz verloren und nur noch wenige Spiele bestritten hatte. Am 27. April bestätige der Verein, dass Česnauskis und sein Teamkollege und Landsmann Saulius Mikoliūnas die Hearts verlassen haben.
Im Juni 2009 unterzeichnete er einen Zweijahresvertrag beim griechischen Verein Ergotelis. Nach einer Saison und 24 Pflichtspielen für den Verein aus Iraklio wechselte er innerhalb der griechischen Super League zu Aris Thessaloniki. Dort konnte er sich jedoch nicht durchsetzen und absolvierte in der Saison 2010/11 wettbewerbsübergreifend nur 15 Pflichtspiele (darunter vier Spiele in der Europa-League-Qualifikation und zwei Spiele in der Europa-League-Gruppenphase), wobei er nur in einem dieser Spiele über 90 Minuten auf dem Rasen stand.
Im Juni 2011 wechselte Česnauskis nach Aserbaidschan und unterschrieb einen Zweijahresvertrag beim FK Baku. Mit dem Verein konnte er 2012 den aserbaidschanischen Pokalsieg feiern. 2014 ging er zurück in sein Heimatland zum FK Trakai. Die Spielzeiten 2015 und 2016 schloss er mit dem Verein als Vizemeister ab. Zudem stand er mit Trakai am 15. Mai 2016 im Finale des litauischen Pokalwettbewerbs, verlor jedoch nach Verlängerung knapp mit 0:1 gegen FK Žalgiris Vilnius.
Nach dem Ende der A-lyga-Saison 2018 beendete er seine aktive Karriere.

### Nationalmannschaft
Česnauskis absolvierte acht Spiele für die litauische U21-Auswahl und debütierte am 4. Juli 2001 im Alter von 20 Jahren für die A-Nationalmannschaft Litauens. In seinem Debütspiel, das gegen Estland mit 5:2 gewonnen wurde, schoss er das erste seiner insgesamt vier Tore im Nationaltrikot.
Bis 2016 absolvierte er 63 Länderspiele für Litauen.

## Nach der Spielerkarriere
Nach seinem Karriereende als aktiver Fußballspieler wurde er im November 2018 an der Seite von Deividas Šemberas zum neuen Sportdirektor des litauischen Hauptstadtvereins FK Žalgiris Vilnius ernannt. Im Januar 2020 gab der Verein bekannt, dass der Vertrag mit Česnauskis einvernehmlich aufgelöst wurde.
Seit 2021 ist Česnauskis als Spielervermittler tätig und führt seine eigene Beraterfirma namens DC7 Agency.

## Persönliches
Sein jüngerer Bruder, Edgaras Česnauskis, ist ebenfalls ehemaliger Fußballprofi.

## Erfolge
Lokomotive Moskau
- Russischer Meister: 2004

Heart of Midlothian
- Schottischer Pokalsieger: 2006

FK Baku
- Aserbaidschanischer Pokalsieger: 2012